# تپه میل میلک
تپه میل میلک مربوط به دوران‌های تاریخی پس از اسلام است و در شهرستان خرم‌آباد، بخش زاغه، روستای میل میلک واقع شده و این اثر در تاریخ ۱۶ آبان ۱۳۷۹ با شمارهٔ ثبت ۲۸۱۹ به‌عنوان یکی از آثار ملی ایران به ثبت رسیده است.